# Torbau (Heusenstamm)
Der Torbau  im hessischen Heusenstamm ist ein 1764 erbauter, triumphbogenartiger Bau und steht am südlichen Eingang zur Altstadt. Er wurde vom Grafen Eugen Erwein von Schönborn zum Gedenken an den siebentägigen Besuch des designierten Deutschen Kaisers, Joseph II. als Stadttor errichtet.

## Vorgeschichte
Nachdem der Siebenjährige Krieg 1763 mit dem Friedensabkommen von Hubertusburg beendet war, wurde zur Besiegelung die Wahl des neuen Kaisers Josef beschlossen. Die Heusenstammer Grafen Schönborn unterhielten traditionell enge Beziehungen zum Habsburger Hof in Wien. Da weder der amtierende noch der designierte Kaiser bei der Wahlzeremonie in Frankfurt anwesend sein durften, verbrachten Kaiser Franz I. und seine Söhne Josef und Leopold mit Gefolge vom 23. bis zum 29. März 1764 die siebentägige Wartezeit als Gäste des Grafen von Schönborn in Heusenstamm. Zur kurzweiligen Unterhaltung der hochrangigen Gäste wurde im Schlosshof des Schönborn’schen Schlosses eigens ein großer, hölzerner Pavillon errichtet, der sogenannte „Kaisersaal“. Dort wurden über mehrere Tage Gartenfeste, Feuerwerk und musikalische Darbietungen für Herrscher und Volk angeboten. Der hölzerne Pavillon wurde Anfang des 19. Jahrhunderts wegen Baufälligkeit abgerissen.

## Geschichte des Torbaus
Zur Erinnerung an die siebentägigen Ereignisse und zu Ehren der hochrangigen Gäste, ließ Graf Eugen Erwein von Schönborn noch im gleichen Jahr das alte südliche Stadttor durch den Torbogen ersetzen. Der Torbogen wurde mit vier Stockwerken gebaut und gestattete die Durchfahrt von Kutschen und Fuhrwerke. Der Torbau bildete die Zu- und Abfahrt zur Landstraße von Seligenstadt nach Frankfurt, welche noch heute als Frankfurter Straße eine wichtige Verkehrsverbindung in Heusenstamm darstellt. Das Tor war ursprünglich auf der rechten und linken Flügelseite in die Stadtmauer eingefügt. Über der Toreinfahrt auf der Südseite ist das Schönborn’sche Hauswappen angebracht, welches von zwei Löwen gehalten wird. Darunter steht die lateinische Inschrift: “Auf. Imp. Franc. I. quo eligebatur filius Josephus in regem rom. VII. dierum tempore hic hospitis in honorem hanc portam exstrui fecit fidem a. cons. int. Eu. Erw. Comes a Schoenborn Anno MDCCLXIV” (deutsch: „Zu Ehren des Kaisers Franz I., dessen Sohn Josef am 7. Tag seiner Gastfreundschaft zum Römischen König gewählt wurde, hat dieses Portal erbaut Eugen Erwein Graf von Schönborn im Jahre 1764“).
In den oberen Stockwerken wohnten erst Torwachen und Gemeindegendarmen, später wurden dort Wohnungen für Bedürftige und Hirten eingerichtet. Aus dieser Zeit stammt die Heusenstammer Redensart: „Auf’s Tor kommen“ oder „Auf’s Tor gebracht werden“, womit ein Sinnbild für Verarmung zum Ausdruck gebracht wurde. Heute beherbergt der Torbogen einen Teil des örtlichen Heimatmuseums.
Der Torbau wurde durch eine Schenkung 1853 der Gemeinde Heusenstamm übertragen. In der mit dem 9. August 1853 datierten Schenkungsurkunde wurde die Gemeinde zur Instandhaltung verpflichtet. Die erste Renovierung erfolgte 1894, eine Grundsanierung im Jahre 1960 und eine umfassende Außensanierung wurde nach dem Jahr 2000 vorgenommen.